# آشیل کمپیون
آشیل کمپیون (انگلیسی: Achille Campion؛ زادهٔ ۱۰ مارس ۱۹۹۰) بازیکن فوتبال اهل فرانسه است.
از باشگاه‌هایی که در آن بازی کرده‌است می‌توان به باشگاه فوتبال تورکی یونایتد و باشگاه فوتبال پورت ویل اشاره کرد.